# Calceva, Bolgrad
Calceva (în bulgară Калчево, în ucraineană Калчева, transliterat: Kalceva) este un sat în comuna Vaisal din raionul Bolgrad, regiunea Odesa, Ucraina. Are 3,536 locuitori, preponderent bulgari.
Satul este situat la o altitudine de 64 metri, în partea centrală a raionului Bolgrad. El se află la o distanță de 28 km est de centrul raional Bolgrad. Din apropierea acestei localități izvorâște râul Tașbunar, care se varsă în Lacul Catalpug.

## Istoric
În apropiere de vatra satului, s-au descoperit urmele unei așezări omenești de la sfârșitul epocii bronzului, din primele secole î.Hr. Teritoriul actual al satului a aparținut Principatului Moldovei până în 1812.
Prin Tratatul de pace de la București, semnat pe 16/28 mai 1812, între Imperiul Rus și Imperiul Otoman, la încheierea războiului ruso-turc din 1806 – 1812, Rusia a ocupat teritoriul de est al Moldovei dintre Prut și Nistru, pe care l-a alăturat Ținutului Hotin și Basarabiei/Bugeacului luate de la turci, denumind ansamblul Basarabia (în 1813) și transformându-l într-o gubernie împărțită în zece ținuturi (Hotin, Soroca, Bălți, Orhei, Lăpușna, Tighina, Cahul, Bolgrad, Chilia și Cetatea Albă, capitala guberniei fiind stabilită la Chișinău). Pentru a-și consolida stăpânirea asupra Basarabiei, autoritățile țariste au sprijinit începând din anul 1812 stabilirea în sudul Basarabiei a familiilor de imigranți bulgari din sudul Dunării, aceștia primind terenuri de la ocupanții ruși ai Basarabiei.
În urma Tratatului de la Paris din 1856, care încheia Războiul Crimeii (1853-1856), Rusia a retrocedat Moldovei o fâșie de pământ din sud-vestul Basarabiei (cunoscută sub denumirea de Cahul, Bolgrad și Ismail). În urma acestei pierderi teritoriale, Rusia nu a mai avut acces la gurile Dunării. În urma Unirii Moldovei cu Țara Românească din 1859, acest teritoriu a intrat în componența noului stat România (numit până în 1866 "Principatele Unite ale Valahiei și Moldovei").
Instalarea administrației moldovenești în sudul Basarabiei a dus la nemulțumiri în rândul coloniștilor bulgari, ale căror agitații s-au desfășurat cu banii și sprijinul Imperiul Țarist . Deși statul moldovenesc și apoi cel român păstrase toate drepturile coloniștilor bulgari și găgăuzi așezați după 1812 de administrația rusă, deși fusese aprobată prin lege înființarea de școli primare de limbă bulgară, a unei biblioteci și a unei tipografii la Bolgrad (1860) și se deschisese în 1858 Liceul bulgar din Bolgrad, coloniștii bulgari au fost nemulțumiți în continuare.
În anul 1860, guvernul Principatelor Române a început să recruteze soldați din satele din sudul Basarabiei. Nemulțumiți de aceste lucruri, coloniștii bulgari au ales în 1861 o delegație de 500 de reprezentanți din toate satele locuite de ei și au trimis-o la Bolgrad pentru a discuta cu organele administrative românești. Coloniștii bulgari s-au adunat în piața din centrul orașului Bolgrad unde au manifestat violent. Comandantul militar al orașului a cerut manifestanților să-i predea pe organizatori pentru a fi judecați. Nereușind să dialogheze cu agitatorii, autoritățile au fost nevoite să tragă asupra manifestanților, unii dintre aceștia murind, iar alții fiind răniți. Ceilalți participanți la protest au fugit în Bulgaria și în Rusia.
În anul 1861, coloniștii bulgari din Basarabia, fugiți din localitățile retrocedate de Rusia către Principatul Moldovei, s-au stabilit în Rusia, unde au fondat satul Calceva, la o distanță de 6 km de frontiera ruso-română.. În urma Tratatului de pace de la Berlin din 1878, România a fost constrânsă să cedeze Rusiei sudul Basarabiei.
La începutul secolului al XX-lea, satul avea 2.278 locuitori și 350 de case . Mulți săteni au fost concentrați în armata țaristă și au participat la războiul ruso-japonez din 1904-1905, la Primul Război Mondial și la Marea Revoluție din octombrie 1917. În ianuarie 1918, activiștii bolșevici au preluat conducerea în sat. Intervenția armatei române a dus la înăbușirea rebeliunii bolșevice.
După Unirea Basarabiei cu România la 27 martie 1918, satul Calceva a făcut parte din componența României, în Plasa Bolgrad a județului Ismail. Pe atunci, majoritatea populației era formată din bulgari, existând și o comunitate mică de români. La recensământul din 1930, s-a constatat că din cei 3.944 locuitori din sat, 3.882 erau bulgari (98.43%), 26 români (0.66%), 11 ruși (0.28%), 7 evrei, 6 turci și 2 găgăuzi.
În perioada interbelică, satul s-a aflat în aria de interes a activiștilor bolșevici din URSS, aceștia distribuind clandestin țăranilor pliante și arme cu scopul de a pregăti o insurecție armată. Mai mulți săteni au participat la Răscoala de la Tatarbunar din 1924, organizată de bolșevicii din URSS. Ei au fost arestați și aduși în fața justiției.
Ca urmare a Pactului Ribbentrop-Molotov (1939), Basarabia, Bucovina de Nord și Ținutul Herța au fost anexate de către URSS la 28 iunie 1940. După ce Basarabia a fost ocupată de sovietici, Stalin a dezmembrat-o în trei părți. Astfel, la 2 august 1940, a fost înființată RSS Moldovenească, iar părțile de sud (județele românești Cetatea Albă și Ismail) și de nord (județul Hotin) ale Basarabiei, precum și nordul Bucovinei și Ținutul Herța au fost alipite RSS Ucrainene. La 7 august 1940, a fost creată regiunea Ismail, formată din teritoriile aflate în sudul Basarabiei și care au fost alipite RSS Ucrainene . Imediat după ocuparea Basarabiei, autoritățile sovietice au deportat mai multe familii de țărani chiaburi în Siberia.
În perioada 1941-1944, toate teritoriile anexate anterior de URSS au reintrat în componența României. Apoi, cele trei teritorii au fost reocupate de către URSS în anul 1944 și integrate în componența RSS Ucrainene, conform organizării teritoriale făcute de Stalin după anexarea din 1940, când Basarabia a fost ruptă în trei părți.
În iunie 1944, în satul Calceva a fost înființat primul colhoz. În anul 1954, Regiunea Ismail a fost desființată, iar localitățile componente au fost incluse în Regiunea Odesa.
Începând din anul 1991, satul Calceva face parte din raionul Bolgrad al regiunii Odesa din cadrul Ucrainei independente. În prezent, satul are 3.536 locuitori, preponderent bulgari.

## Economie
Locuitorii satului Calceva se ocupă în principal cu agricultura. Se cultivă cereale și viță de vie. Începând din anii '60 ai secolului al XX-lea, colhozul este specializat în producția de carne de porc. De asemenea, aici s-a înființat o fabrică de cărămidă.

## Demografie
Componența lingvistică a comunei Calceva
     Bulgară (94,17%)
     Rusă (2,43%)
     Ucraineană (1,73%)
     Alte limbi (0,54%)
Conform recensământului din 2001, majoritatea populației comunei Calceva era vorbitoare de bulgară (94,17%), existând în minoritate și vorbitori de rusă (2,43%) și ucraineană (1,73%).
1930: 3.944 (recensământ) 
1940: 4.450 (estimare)
2001: 3.536 (recensământ)

## Obiective turistice
- Monumentul lui V.I. Lenin
- Monumentul eroilor locali care au murit în timpul primului război mondial